# Буклов, Александр Александрович
Буклов Александр Александрович (род. 4 августа 1989 года, Оха, Сахалинская область, Россия) — российский спортсмен (художественная гимнастика).
Александр Буклов является мастером спорта России по спортивной гимнастике. В 2005 году он завоевал три золотых медали на Чемпионате мира по мужской художественной гимнастике (многоборье, трость, обручи). 
С 13 августа 2020 года Буклов является членом исполкома Всероссийской федерации художественной гимнастики и и курирует новое отделение мужчин.
Является президентом и главным тренером Межрегиональной Физкультурно-Спортивной Общественной Организации содействия развитию и популяризации художественной гимнастики «Рекорд».